# بیمه مرکزی جمهوری اسلامی ایران
بیمه مرکزی جمهوری اسلامی ایران طبق قانون تأسیس بیمه مرکزی ایران و بیمه‌گری در سال ۱۳۵۰ به صورت شرکت سهامی تأسیس شد. بر پایهٔ این قانون، بیمه مرکزی با هدف تنظیم، تعمیم و هدایت امر بیمه در ایران و حمایت از بیمه‌گذاران، بیمه‌شدگان و صاحبان حقوق آنها و اعمال نظارت دولت بر فعالیت‌های بیمه‌ای تأسیس شده‌است.

## تاریخچه بیمه مرکزی جمهوری اسلامی ایران
سابقه فعالیت بیمه در ایران، به صورت غیررسمی بیش از یک قرن است. نخستین بار در ۱۲۸۹ خورشیدی، دو شرکت بیمه خارجی نمایندگی بیمه در ایران تأسیس کردند. اولین قانون تصویب‌شده در ایران دربارهٔ شرکت‌های بیمه، قانون مربوط به ثبت شرکت‌ها (دوم آذر ۱۳۱۰) است که در ماده هشت، شرکت‌های بیمه ایرانی و خارجی را تابع نظام‌نامه‌ای دانست که وزارت عدلیه تنظیم می‌کند.
تأسیس شرکت سهامی بیمه ایران در ۱۵ آبان ۱۳۱۴ و تصویب قانون بیمه در هفت اردیبهشت ۱۳۱۶ را باید نقطه آغاز تحولات بازار بیمه کشور دانست. با تصویب این قانون، حدود ۱۰ شرکت بیمه خارجی، شعبه و نمایندگی بیمه در ایران ثبت کردند. در ۱۳۲۹ نخستین شرکت بیمه خصوصی ایرانی به نام بیمه شرق تأسیس شد و سپس در چند دهه بعد، چند شرکت بیمه خصوصی ایرانی یا با سرمایه‌گذاری مشترک ایرانی و خارجی در کشور فعالیت شان را آغاز کردند.
نظارت و بیمه‌گری همزمان شرکت بیمه ایران در بازار بیمه موجب شد که سیاست‌گذاران، در پی تفکیک تصدی از سیاست‌گذاری و نظارت در بازار بیمه برآیند. به این ترتیب، بیمه مرکزی ایران تأسیس شد و تحولات صنعت بیمه، شتاب بیشتر گرفت.
قانون تأسیس بیمه مرکزی ایران و بیمه‌گری در ۳۰ خرداد ۱۳۵۰ در ۷۷ ماده به تصویب رسید و نحوه فعالیت و عملیات بیمه را دربارهٔ شرکت‌های بیمه داخلی و خارجی تعیین کرد. بنابر ماده ۱ این قانون: به‌منظور تنظیم و تعمیم و هدایت امر بیمه در ایران و حمایت بیمه‌گذاران و بیمه‌شدگان و صاحبان حقوق آن‌ها و همچنین به‌منظور اعمال نظارت بر این فعالیت، مؤسسه‌ای به نام بیمه مرکزی طبق مقررات این قانون با اهداف زیر تأسیس می‌گردد.
- تنظیم بازار بیمه کشور و هدایت آن از طریق تصویب آیین‌نامه‌ها و مقررات
- توسعه و تعمیم بیمه‌های بازرگانی
- اعطای مجوز تأسیس شرکت‌ها و شبکه کارگزاری و نظارت بر فعالیت شرکت‌های بیمه‌ای به نمایندگی از دولت در بازار
- انجام امور اتکایی اجباری برای مؤسسات بیمه‌ای
- قبولی و واگذاری بیمه‌های اتکایی با مؤسسات داخلی و خارجی
بیمه مرکزی جمهوری اسلامی ایران در تلاش است تا با تکیه بر تجربه چندین ساله و دانش فنی کارشناسان و مدیران خود، رسالتی را که به موجب قانون برعهده این سازمان قرار گرفته‌است هرچه مطلوب‌تر به انجام رساند. اهم وظایف و اختیارات بیمه مرکزی جمهوری اسلامی ایران طبق قانون مذکورعبارت است از:
- تهیه آیین‌نامه‌ها و مقررات برای حسن اجرای امر بیمه - تهیه اطلاعات لازم از عملکرد مؤسسات بیمهٔ فعال در بازار بیمه ایران
- انجام بیمه‌های اتکایی اجباری
- قبول یا واگذاری بیمه‌های اتکایی به مؤسسات بیمه داخلی یا خارجی
- ارشاد، هدایت و نظارت بر مؤسسات بیمه و حمایت از آن‌ها برای حفظ سلامت بازار بیمه
- تنظیم امور نمایندگی و دلالی بیمه و نظارت بر امور بیمه اتکایی

## فهرست رؤسای کل بیمه مرکزی ایران
رؤسای کل بیمه مرکزی کشور ایران از ابتدای تأسیس تاکنون به شرح زیر هستند:
- جواد منصور (۱۳۵۶–۱۳۵۰)
- هادی هدایتی (۱۳۵۷–۱۳۵۶)
- عبدالحسین دانشپور (۱۳۶۰–۱۳۵۷)
- سید محمد اعرابی (۱۳۶۲–۱۳۶۰)
- احمد گرانمایه (۱۳۷۳–۱۳۶۲)
- عبدالناصر همتی (۱۳۸۵–۱۳۷۳)
- نوروز کهزادی (۱۳۸۶–۱۳۸۵)
- جواد فرشباف (۱۳۹۰–۱۳۸۶)
- سید محمد کریمی (۱۳۹۲–۱۳۹۰)
- محمدابراهیم امین (۱۳۹۵–۱۳۹۲)[۶]
- عبدالناصر همتی (۱۳۹۷–۱۳۹۵)[۷]
- غلامرضا سلیمانی (۱۴۰۰–۱۳۹۷)[۸]
- مجید بهزادپور (۱۴۰۲–۱۴۰۰)[۹]
- علی استادهاشمی (۱۴۰۲-۱۴۰۳)
- پرویز خوش‌کلام خسروشاهی (۱۴۰۳-تاکنون)

## وظایف و اختیارات
ماده ۵- بیمه مرکزی ایران دارای وظایف و اختیارات زیر است:
1. تهیه آیین‌نامه و مقرراتی که برای حسن اجرای امر بیمه درایران لازم باشد با توجه به مفاد این قانون
2. تهیه اطلاعات لازم از فعالیتهای کلیه موسسات بیمه که در ایران کار می‌کنند
3. انجام بیمه‌های اتکایی اجباری
4. قبول بیمه‌های اتکایی اختیاری از موسسات داخلی یا خارجی
5. واگذاری بیمه‌های اتکایی به موسسات داخلی یا خارجی در هر مورد که مقتضی باشد
6. اداره صندوق تأمین خسارتهای بدنی و تنظیم آیین‌نامه آن موضوع ماده ۱۰ قانون بیمه اجباری مسئولیت مدنی دارندگان وسائل نقلیه موتوری زمینی در مقابل شخص ثالث مصوب دی ماه ۱۳۴۷(۱)
7. ارشاد و هدایت و نظارت بر موسسات بیمه و حمایت از آنها در جهت حفظ سلامت بازار بیمه و تنظیم بر امور بیمه اتکایی و جلوگیری از رقابت‌های مکارانه و ناسالم

تبصره: بیمه مرکزی ایران ملزم به حفظ اسرار موسساتی است که به موجب این قانون حق نظارت بر آنها را دارا می‌باشد و به هیچ وجه نباید از اطلاعاتی که در جهت اجرای این قانون بدست می‌آورد جز در مواردی که قانون معین می‌نماید استفاده کند.
با توجه به تصویب قانون اصلاح قانون بیمه اجباری مسئولیت بدنی دارندگان وسایل نقلیه موتوری زمینی در مقابل اشخاص ثالث در ۱۶/۴/۱۳۸۷، ماده ۱۰ این قانون جایگزین ماده ۱۰ قانون مصوب دی ماه ۱۳۴۷ شده‌است.

## ارکان تشکیلاتی
ماده ۶- بیمه مرکزی ایران دارای ارکان زیر است:
1. مجمع عمومی
2. شورای عالی بیمه
3. هیئت عامل
4. بازرسان

## مجمع عمومی
ماده ۷- مجمع عمومی بیمه مرکزی ایران مرکب از وزیر امور اقتصادی و دارایی، وزیر بازرگانی، وزیر کار و امور اجتماعی، هیئت عامل و بازرسان بدون داشتن حق رای در جلسه شرکت خواهند کرد. (به موجب تصویب‌نامه شماره ۴۹۷۰۸ مورخ ۲۶/۸/۱۳۵۳ هیئت وزیران مستند به ماده ۴ قانون تشکیل وزارت امور اقتصادی و دارایی به شرح متن اصلاح شده‌است)
ماده ۸- مجمع عمومی عادی به دعوت رئیس کل بیمه مرکزی ایران سالی یک مرتبه حداکثر تا پایان شهریور ماه تشکیل می‌شود.
مجمع عمومی فوق‌العاده به دعوت رئیس کل بیمه مرکزی ایران یا به پیشنهاد هر یک از اعضا مجمع عمومی تشکیل خواهد شد.
رئیس کل بیمه مرکزی ایران موظف است ظرف ده روز پس از دریافت پیشنهاد تشکیل جلسه مجمع عمومی را کتباً دعوت کند. در دعوتنامه دستور جلسه، روز و محل انعقاد جلسه ذکر خواهد شد.
هیچ موضوعی را نمی‌توان در مجمع عمومی عادی یا فوق‌العاده مطرح کرد مگر آن که قبلا“ جزو دستور قرار داده شده باشد.
ماده ۹- وظایف مجمع عمومی به شرح زیر است:
الف - تعیین خط مشی کلی.
ب - رسیدگی و اظهار نظر نسبت به گزارش سالانه رئیس کل بیمه مرکزی ایران.
ج - رسیدگی و تصویب بودجه و ترازنامه و حساب سود وزیان و ترتیب تقسیم سود.
د - تصویب سازمان و آیین‌نامه‌های مالی و اداری بیمه مرکزی ایران.
ه - تصویب مقررات استخدامی با رعایت بند پ ماده ۲ قانون استخدام کشوری.
و - انتخاب بازرسان.
ز - تعیین حقوق رئیس کل و اعضا هیئت عامل و حق‌الزحمه بازرسان.
ح - تصمیم نسبت به هر موضوعی که از طرف رئیس کل بیمه مرکزی ایران جزو دستور قرار داده شده باشد.

## انتشارات بیمه مرکزی
بیمه مرکزی در نشر کتب بیمه ای نیز فعالیت می کند . 

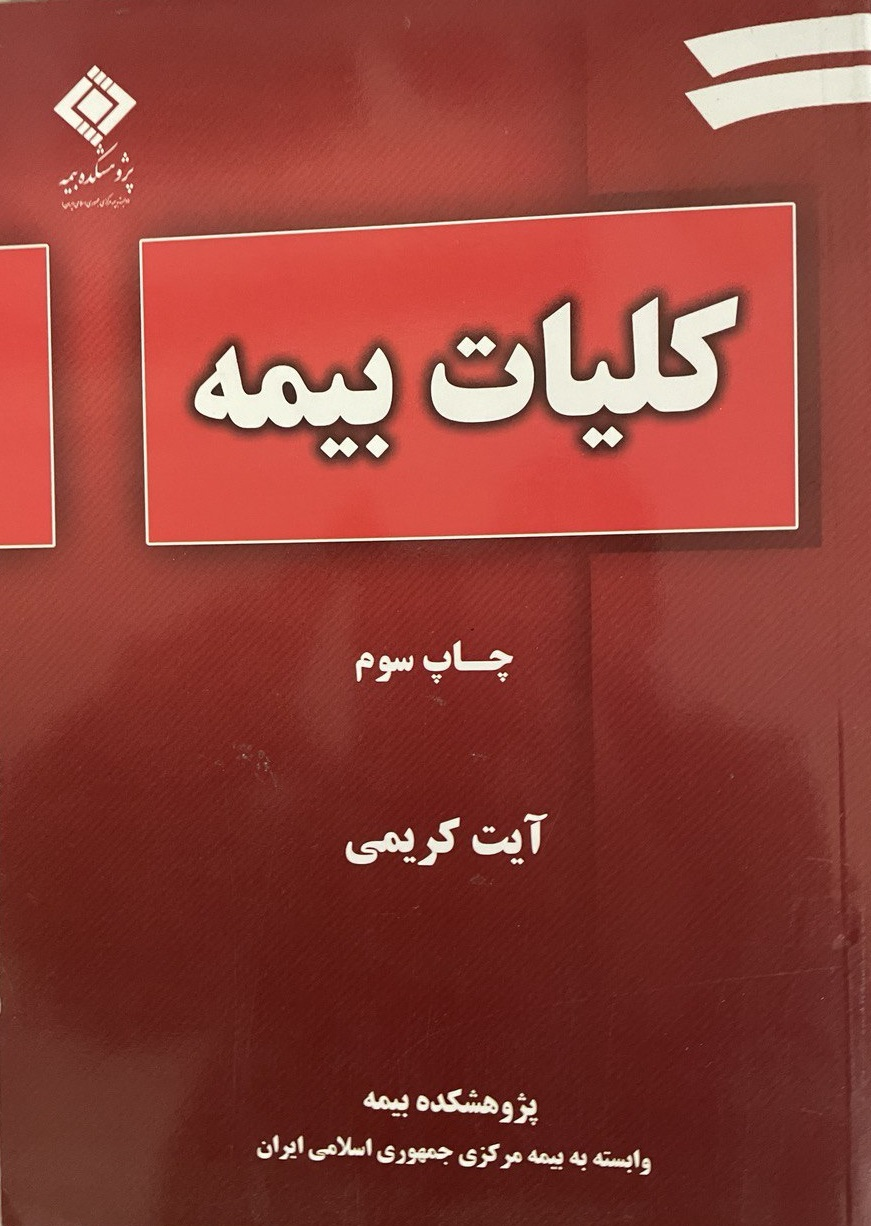
کلیات بیمه